# Aidra Fox
Aidra Fox, de son nom patronymique Morgan Teresa Gonia, née le 25 septembre 1995 à Milwaukee, est une actrice pornographique américaine.

## Biographie
Aidra Fox a grandi à Milwaukee dans le Wisconsin, elle a trois sœurs aînées et une sœur cadette. Avant de se lancer dans l’industrie pour adultes, elle a travaillé chez un glacier pendant un an et dans un restaurant de salades pendant un an également.

## Carrière
Dans une interview, elle explique avoir toujours été très sexuelle dans la vie et affirme avoir toujours regardé et adoré le porno,. Elle décide alors de se lancer dans un premier temps dans le webcaming. Peu de temps après, son agent l’a invité dans un salon de discussion privé où il lui parla pendant prés de deux heures de l’éventualité de devenir actrice professionnelle.
Sa première scène a été faite pour le site Hot Bodies. Dans la même semaine, elle tourne sa seconde scène qui était une scène de sexe en groupe avec 7 filles. À la suite de ces premières expériences, elle dira avoir trouvé cela facile et avoir adoré.
En 2014, Aidra Fox fait ses débuts en tant que modèle pour le studio Girlsway dans Strip Poker avec Zoey Foxx et Mia Hurley pour WebYoung, l’une des marques de Girlsway. La même année, elle est élue « Treat Of The Month » du mois du juillet pour Twistys et, en octobre, elle devient Penthouse Pet du mois d’octobre du magazine Penthouse.
En 2015, elle obtient la première récompense de sa carrière lors de la 32e cérémonie des AVN Awards en remportant le prix de la meilleure scène de sexe hétérosexuel avec Ryan Madison pour le film Jean Fucking. Quant à son travail dans la pornographie lesbienne, il est récompensé pour la première fois avec l’obtention du prix de la meilleure scène de sexe lesbien avec Riley Reid, future Interprète Féminie de l'Année pour le film Being Riley dès la 33e cérémonie des AVN Awards en 2016.
Au mois de septembre 2017, elle est élue « Cherry of the Month » du mois de septembre du site Cherry Pimps. Chaque mois, Cherry Pimps sélectionne et présente leur « Cherry of the Month », un modèle qui remporte un prix de 500 $ plus un tournage de deux jours avec Dean Capture, le producteur exclusif des « Cherry of the Month ». Cette année-là, elle succède à Jenna Sativa, Karlee Grey, Mia Malkova, Ariana Marie, Uma Jolie, Gina Valentina, Lana Rhoades et Sofi Ryan.
Elle est nommée pour la première fois de sa carrière pour le convoité prix de l’interprète féminine de l’année pour les AVN Awards 2018 qui est finalement remporté par Angela White.
En 2019, elle apparaît au casting de Teenage Lesbian de Bree Mills avec Kristen Scott en vedette. Le film remporte de nombreuses récompenses lors de la 37e cérémonie des AVN Awards et notamment le prix de la meilleure scène de sexe lesbien. Prix remporté par Aidra Fox et qu’elle partage avec Kristen Scott. Toujours en 2019, elle est élue « Girls Of The Month » du mois de février pour Girlsway.
En janvier 2023, elle remporte la première récompense majeure de sa carrière lors de la 40e cérémonie des AVN Awards, à savoir le prix de l’interprète lesbienne de l’année qui est la plus haute distinction pour une interprète faisant de la pornographie lesbienne aux AVN Awards,. Elle est également nommée pour le prix homologue aux XBIZ Awards, mais sans être lauréate.
Elle travaille régulièrement pour des studios tels que : Evil Angel, Digital Sin, Girlfriends Film, New Sensations, Jules Jordan, Girlsway, Twistys, Brazzers, Allherluv, Reality Kings.

## Vie privée
Aidra Fox a des origines tchèque, allemande et polonaise. Elle a trois sœurs aînées et une sœur cadette. Ses deux sœurs ainées la soutiennent beaucoup et l’une d’entre elles est maquilleuse et l'aide à se maquiller avant les tournages. Ses parents connaissent également sa carrière, mais son père désapprouve ce choix, mais ne peut pas s'y opposer.
Dans une interview de 2016, elle laisse entendre avoir eu recours à la chirurgie esthétique en passant d’un bonnet C a un bonnet D.

## Filmographie sélective
Aidra Fox a interprété plus de 560 films pornographiques, y compris les compilations et les scènes de « camgirls ».
- 2013 : Three's A Charm avec Mia Hurley et Zoey Foxx
- 2014 : Anal POV Style avec Mick Blue
- 2014 : Women Seeking Women 111 avec Lena Nicole
- 2015 : Cheer Squad Sleepovers 14 avec Prinzzess
- 2015 : Girls Kissing Girls 17 avec A.J. Applegate et Kenna James
- 2015 : Lesbian Adventures: Wet Panties Trib 7 avec Presley Hart
- 2015 : Me and My Girlfriend 10 avec Elle Alexandra
- 2015 : We Live Together 37 avec Presley Hart
- 2015 : We Live Together 42 avec Dani Daniels
- 2016 : We Live Together 43 avec Eva Lovia
- 2016 : Aidra Fox Licks Darcie Dolce avec Darcie Dolce et Ryan Driller
- 2017 : Anal Fuck Dolls 2 avec Erik Everhard
- 2017 : 50 Shades of Aidra avec Erik Everhard
- 2018 : Anal Beauties avec Lana Rhoades
- 2018 : Lesbian Adventures: Wet Panties Trib 8, White Cotton Panties avec Ivy Lebelle
- 2018 : Terror Camp de Ricky Greenwood
- 2019 : Women Seeking Women 166 avec Emma Starletto
- 2019 : Women Seeking Women 167 avec Vera King
- 2019 : Women Seeking Women 168 avec Lena Paul
- 2019 : Teenage Lesbian de Bree Mills
- 2020 : Romantic Charades (Allherluv)

## Récompenses
AVN Awards:
- 2015 : Meilleure scène de sexe hétérosexuelle (Best Boy/Girl Sex Scene) dans Jean Fucking avec Ryan Madison.
- 2016 :
  - Meilleure scène de sexe lesbien (Best Girl-Girl Sex Scene) dans Being Riley avec Riley Reid.
  - Meilleure scène de sex en POV (Best POV Sex Scene) dans Eye Contact avec Jules Jordan et Jillian Janson.
- 2018 : Meilleure scène de sexe orale (Best Oral Sex Scene) dans Facialized 4.
- 2020 : Meilleure scène de sexe lesbien (Best Girl-Girl Sex Scene) dans Teenage Lesbian avec Kristen Scott.
- 2021 :
  - Meilleure scène de sexe en quarantaine (Best Quarantine Sex Scene) dans Teenage Lesbian : One Year Later.
  - Meilleure scène de sexe en réalité virtuelle (Best Virtual Reality Sex Scene) dans The Cabin In The Wood pour VRBangers.com
- 2023 : Interprète Lesbienne de l’Année.

XBIZ Awards :
- 2018 : Meilleure scène de sexe lesbien (Best Sex Scene - All-Girl Release) pour Tori Black Is Back avec Tori Black.